# Maxwells ligninger
 Der er for få eller ingen kildehenvisninger i denne artikel, hvilket er et problem. Du kan hjælpe ved at angive troværdige kilder til de påstande, som fremføres i artiklen.

Maxwells ligninger (også kendt som Maxwells love) er fire partielle differentialligninger som tilsammen danner basis for den klassiske elektromagnetisme. De beskriver sammenhængen mellem elektriske og magnetiske felter, ladninger og elektrisk strøm. Ligningerne er opkaldt efter James Clerk Maxwell, som var den første der samlede ligningerne til et hele og korrigerede Ampères lov. Samtidig postulerede han (korrekt, skulle det vise sig) eksistensen af elektromagnetiske bølger, og at lys, varmestråling mm. var elektromagnetiske bølger.
Maxwells ligninger kan udledes fra den endnu mere fundamentale kvantefeltteori kvanteelektrodynamik.

## "Mikroskopiske" ligninger
De mikroskopiske Maxwell-ligninger udtrykt ved {\displaystyle \mathbf {E} }- og {\displaystyle \mathbf {B} }-feltet er generelle, og holder i alle tilfælde. Som regel anvendes de i vakuum. Ved at indføre den elektriske forskydning {\displaystyle \mathbf {D} } og magnetiske intensitet {\displaystyle \mathbf {H} } kan ligningerne skrives på en alternativ form der tager højde for polariseringen og magnetiseringen af materialer, se nedenfor.

### Gauss' lov
Gauss' lov udtrykker sammenhængen mellem elektrisk ladning og det elektriske felter. Denne kan udtrykkes på integralform således:
{\displaystyle \oint _{S}\mathbf {E} \cdot d\mathbf {A} ={\frac {1}{\varepsilon _{0}}}\int _{V}\rho dV={\frac {q_{enc}}{\varepsilon _{0}}}.}
I matematisk terminologi er integralet af {\displaystyle \mathbf {E} }-feltet over en lukket flade proportionel med den omsluttede ladning {\displaystyle q_{enc}}. Ladningen er ladningstætheden {\displaystyle \rho (\mathbf {r} ,t)} integreret over det omsluttede volumen
{\displaystyle q_{enc}=\int _{V}\rho (\mathbf {r} )dV.}
Ækvivalent er divergensen af {\displaystyle \mathbf {E} }-feltet lig den lokale ladningstæthed divideret med vakuumpermittiviteten {\displaystyle \varepsilon _{0}} . Dette kan udtrykkes således:
{\displaystyle \nabla \cdot \mathbf {E} ={\frac {\rho }{\varepsilon _{0}}}.}
Coulombs lov, der beskriver det elektriske felt fra elektriske ladninger, kan udledes af Gauss' lov.
Loven kan illustreres ved at forestille sig en gammeldags glødepære: Det lys, der strømmer ud gennem glasset i pæren, må svare til hvor kraftig en lyskilde, der er inde i glasset.

### Gauss' lov om magnetisme
Gauss' lov om magnetisme udtrykker tilsvarende en sammenhæng for et magnetisk felt. Da der imidlertid (så vidt vides) ikke findes magnetiske monopoler, er den del der svarer til den elektriske ladning i Gauss' lov lig nul. Man kan jf. integralformen sige, at den samlede flux af det magnetiske felt igennem en lukket flade er lig nul. Heraf fremkommer det, at der ikke findes magnetiske monopoler. Matematisk udtrykkes dette:
{\displaystyle \oint _{S}\mathbf {B} \cdot d\mathbf {A} =0}
I matematisk terminologi er integralet af {\displaystyle \mathbf {B} }-feltet over en lukket flade lig nul. {\displaystyle \mathbf {B} }-feltet siges også at være divergensfrit, da loven på differentialform siger at divergensen af {\displaystyle \mathbf {B} } altid er nul:
{\displaystyle \nabla \cdot \mathbf {B} =0}
I billedet med den gammeldags glødepære er pæren altid slukket; dvs. alt lys er kommer ind gennem glasset kommer også ud igen, og bidragene "ind" og "ud" går lige op.

### Faradays lov
Faradays induktionslov fastlægger sammenhængen mellem det elektriske felt og det magnetiske felt. Loven beskriver hvordan et elektrisk felt rundt i en lukket sløjfe (f.eks. et stykke ledning) giver anledning til en magnetisk flux gennem kredsløbet. Sammenhængen virker også den modsatte vej (induktion): hvis den magnetiske flux gennem sløjfen ændrer sig, giver det anledning til et elektrisk felt. Matematisk udtrykkes dette:
{\displaystyle \oint _{C}\mathbf {E} \cdot d\mathbf {l} =-{\frac {d}{dt}}\int _{S}\mathbf {B} \cdot d\mathbf {A} .}
I matematisk terminologi er integralet af {\displaystyle \mathbf {E} }-feltet over en lukket kurve lig den tidslige ændring af {\displaystyle \mathbf {B} }-feltets flux gennem en flade der har kurven som rand.
På differentialform giver loven sammenhængen mellem rotationen af {\displaystyle \mathbf {E} } og den tidsafledte af {\displaystyle \mathbf {B} }:
{\displaystyle \nabla \times \mathbf {E} =-{\frac {\partial \mathbf {B} }{\partial t}}}
Faradays lov er basis for alle fænomener der beror på induktion, f.eks. transformatorer: Opbygges en spænding i den ene spole, skabes et magnetfelt, der giver en spænding i den anden spole.

### Ampères lov
Ampères lov giver relationen mellem elektrisk strøm og magnetisk felt: Det magnetiske felt {\displaystyle \mathbf {B} } summeret op (integreret) over en lukket kurve giver strømmen gennem den lukkede kurve. Maxwell indså at denne formulering ikke var komplet, og tilføjede et sekundært led der viser at ændringer i tid af det elektriske felt {\displaystyle \mathbf {E} } også giver anledning til et magnetfelt. Matematisk udtrykkes dette:
{\displaystyle \oint _{C}\mathbf {B} \cdot d\mathbf {l} =\mu _{0}\int _{S}\mathbf {J} \cdot d\mathbf {A} +\mu _{0}\varepsilon _{0}{\frac {\textrm {d}}{{\textrm {d}}t}}\int _{S}\mathbf {E} \cdot d\mathbf {A} .}
I matematisk terminologi er kurveintegralet af {\displaystyle \mathbf {B} }-feltet over en lukket kurve proportionel med summen af fluxen af strømtætheden og den tidsafledte af {\displaystyle \mathbf {E} }-feltet gennem en flade der har kurven som rand.
På differentialform giver loven sammenhængen mellem rotationen af {\displaystyle \mathbf {B} } og strømtætheden, med Maxwells tilføjelse:
{\displaystyle \nabla \times \mathbf {B} =\mu _{0}\mathbf {J} +\mu _{0}\varepsilon _{0}{\frac {\partial \mathbf {E} }{\partial t}}}
Bemærk at {\displaystyle \mu _{0}\varepsilon _{0}=1/c^{2}}, hvor {\displaystyle c} er lysets hastighed.

### Samlet
Samlet udtrykkes Maxwells fire ligninger på vektorform på følgende måde:
| Navn                                                         | Differentialform | Integralform |
| ------------------------------------------------------------ | --- | --- |
| Gauss' lov:                                                  | {\displaystyle \nabla \cdot \mathbf {E} ={\frac {\rho }{\varepsilon _{0}}}}                                                         | {\displaystyle \oint _{S}\mathbf {E} \cdot d\mathbf {A} ={\frac {1}{\varepsilon _{0}}}\int _{V}\rho dV} |
| Gauss' lov om magnetisme (i fravær af magnetiske monopoler): | {\displaystyle \nabla \cdot \mathbf {B} =0}                                                                                         | {\displaystyle \oint _{S}\mathbf {B} \cdot d\mathbf {A} =0} |
| Faradays induktionslov:                                      | {\displaystyle \nabla \times \mathbf {E} =-{\frac {\partial \mathbf {B} }{\partial t}}}                                             | {\displaystyle \oint _{C}\mathbf {E} \cdot d\mathbf {l} =-{\frac {\textrm {d}}{{\textrm {d}}t}}\int _{S}\mathbf {B} \cdot d\mathbf {A} }                                                                         |
| Ampères lov (med Maxwells udvidelse):                        | {\displaystyle \nabla \times \mathbf {B} =\mu _{0}\mathbf {J} +\mu _{0}\varepsilon _{0}{\frac {\partial \mathbf {E} }{\partial t}}} | {\displaystyle \oint _{C}\mathbf {B} \cdot d\mathbf {l} =\mu _{0}\int _{S}\mathbf {J} \cdot d\mathbf {A} +\mu _{0}\varepsilon _{0}{\frac {\textrm {d}}{{\textrm {d}}t}}\int _{S}\mathbf {E} \cdot d\mathbf {A} } |

## Makroskopiske ligninger i materialer
I materialer med polarisering og magnetisering kan Maxwell-ligningerne opstilles for det elektriske forskydningsfelt {\displaystyle \mathbf {D} } og den magnetiske intensitet {\displaystyle \mathbf {H} }, der er givet ved de konstitutive relationer
{\displaystyle \mathbf {D} =\varepsilon _{0}\mathbf {E} +\mathbf {P} }
{\displaystyle \mathbf {H} ={\frac {1}{\mu _{0}}}\mathbf {B} -\mathbf {M} }.
{\displaystyle \mathbf {H} (\mathbf {r} ,t)} er polariseringstætheden, og {\displaystyle \mathbf {M} (\mathbf {r} ,t)} er magnetiseringstætheden.
I lineære, homogene og isotrope materialer er polariseringen og magnetiseringen givet ved
{\displaystyle \mathbf {P} =\varepsilon _{0}\chi _{E}\mathbf {E} }
{\displaystyle \mathbf {M} =\chi _{M}\mathbf {H} ,}
hvor {\displaystyle \chi _{E}} er den elektriske susceptibilitet og {\displaystyle \chi _{M}} er den magnetiske susceptibilitet. {\displaystyle \mathbf {D} }- og {\displaystyle \mathbf {H} }-felterne er i dette tilfælde relateret til {\displaystyle \mathbf {E} }- og {\displaystyle \mathbf {B} }-felterne ved
{\displaystyle \mathbf {D} =\varepsilon \mathbf {E} }
{\displaystyle \mathbf {B} =\mu \mathbf {H} .}
Her er {\displaystyle \varepsilon } permittiviteten af materialet, relateret til den elektriske susceptibilitet ved
{\displaystyle \varepsilon =\varepsilon _{0}(1+\chi _{E}),}
og {\displaystyle \mu } er permeabiliteten af materialet, relateret til den magnetiske susceptibilitet ved
{\displaystyle \mu =\mu _{0}(1+\chi _{M}).}
I vakuum er {\displaystyle \varepsilon =\varepsilon _{0}} og {\displaystyle \mu =\mu _{0}}, så felterne er givet ved de simple relationer
{\displaystyle \mathbf {D} =\varepsilon _{0}\mathbf {E} }
{\displaystyle \mathbf {B} =\mu _{0}\mathbf {H} .}
Ved at beskrive materialerne ved deres polarisering og magnetisering kan Maxwell-ligningerne omskrives til kun at indeholde den frie ladningstæthed {\displaystyle \rho _{f}} og den frie frie strømtæthed {\displaystyle \mathbf {J} _{f}}. Disse størrelser beskriver den ladning og strøm der er tilbage når polariseringen og magnetiseringen er taget i betragtning, og bidrager ikke til disse. I en leder vil den frie strøm være strømmen af ledningselektroner der transporteres igennem lederen.

### Gauss' lov
I materialer udtrykker Gauss' lov sammenhængen mellem frie ladninger og det elektriske forskydningsfelt. På integralform skrives
{\displaystyle \oint _{S}\mathbf {D} \cdot d\mathbf {A} =\int _{V}\rho _{f}dV=q_{f}.}
I matematisk terminologi er integralet af {\displaystyle \mathbf {D} }-feltet over en lukket flade proportionel med den omsluttede frie ladning {\displaystyle q_{f}}. Ladningen er ladningstætheden {\displaystyle \rho _{f}(\mathbf {r} ,t)} integreret over det omsluttede volumen {\displaystyle V}
{\displaystyle q_{f}=\int _{V}\rho _{f}(\mathbf {r} )dV.}
På differentialform bliver loven:
{\displaystyle \nabla \cdot \mathbf {D} =\rho _{f}.}

### Gauss' lov om magnetisme
Gauss' lov om magnetisme er uændret i makroskopiske materialer, og skrives stadig med {\displaystyle \mathbf {E} }- og {\displaystyle \mathbf {B} }-felterne som
{\displaystyle \oint _{S}\mathbf {B} \cdot d\mathbf {A} =0,}
eller på differentialform som:
{\displaystyle \nabla \cdot \mathbf {B} =0.}

### Faradays lov
Faradays induktionslov er også uændret. På integralform:
{\displaystyle \oint _{C}\mathbf {E} \cdot d\mathbf {l} =-{\frac {d}{dt}}\int _{S}\mathbf {B} \cdot d\mathbf {A} ,}
og differentialform:
{\displaystyle \nabla \times \mathbf {E} =-{\frac {\partial \mathbf {B} }{\partial t}}.}

### Ampères lov
Ampères lov giver forholdet mellem den magnetiske intensitet {\displaystyle \mathbf {H} } og frie strøm {\displaystyle \mathbf {J} _{f}}. Desuden optræder forskydningsstrømmen
{\displaystyle \mathbf {J} _{D}={\frac {\partial \mathbf {D} }{\partial t}},}
som Maxwell tilføjede til Ampères lov for at få den til at stemme overens med eksperimenter. På integralform er loven:
{\displaystyle \oint _{C}\mathbf {H} \cdot d\mathbf {l} =\int _{S}\mathbf {J_{f}} \cdot d\mathbf {A} +{\frac {\partial }{\partial t}}\int _{S}\mathbf {D} \cdot d\mathbf {A} .}
På differentialform er loven:
{\displaystyle \nabla \times \mathbf {H} =\mathbf {J_{f}} +{\frac {\partial \mathbf {D} }{\partial t}}.}

### Samlet
Samlet udtrykkes Maxwells fire ligninger (for makroskopiske materialer) på vektorform på følgende måde:
| Navn                                                         | Differentialform                                                                                        | Integralform |
| ------------------------------------------------------------ | --- | --- |
| Gauss' lov:                                                  | {\displaystyle \nabla \cdot \mathbf {D} =\rho _{f}}                                                     | {\displaystyle \oint _{S}\mathbf {D} \cdot d\mathbf {A} =\int _{V}\rho _{f}dV}                                                                                                 |
| Gauss' lov om magnetisme (i fravær af magnetiske monopoler): | {\displaystyle \nabla \cdot \mathbf {B} =0}                                                             | {\displaystyle \oint _{S}\mathbf {B} \cdot d\mathbf {A} =0} |
| Faradays induktionslov:                                      | {\displaystyle \nabla \times \mathbf {E} =-{\frac {\partial \mathbf {B} }{\partial t}}}                 | {\displaystyle \oint _{C}\mathbf {E} \cdot d\mathbf {l} =-{\frac {d}{dt}}\int _{S}\mathbf {B} \cdot d\mathbf {A} }                                                             |
| Ampères lov (med Maxwells udvidelse):                        | {\displaystyle \nabla \times \mathbf {H} =\mathbf {J_{f}} +{\frac {\partial \mathbf {D} }{\partial t}}} | {\displaystyle \oint _{C}\mathbf {H} \cdot d\mathbf {l} =\int _{S}\mathbf {J_{f}} \cdot d\mathbf {A} +{\frac {\partial }{\partial t}}\int _{S}\mathbf {D} \cdot d\mathbf {A} } |

### Variabler
Den nedenstående tabel forklarer de enkelte symboler der indgår i Maxwells ligninger og giver SI-enheden for hver enkelt (vektorstørrelser er med fed skrift, skalarer i kursiv):
| Symbol                           | Betydning | SI-enhed                           |
| -------------------------------- | --- | ---------------------------------- |
| {\displaystyle \mathbf {E} }     | Elektrisk feltstyrke                                                                                          | Volt per meter                     |
| {\displaystyle \mathbf {H} }     | Magnetisk feltstyrke                                                                                          | Ampere per meter                   |
| {\displaystyle \mathbf {D} }     | Elektrisk forskydningsfelt også kaldet elektrisk fluxtæthed                                                   | Coulomb pr. kvadratmeter           |
| {\displaystyle \mathbf {B} }     | Magnetisk fluxtæthed                                                                                          | Tesla eller Weber pr. kvadratmeter |
| {\displaystyle \ \rho \ }        | Total elektrisk ladningstæthed                                                                                | Coulomb pr. kubikmeter             |
| {\displaystyle \ \rho _{f}\ }    | Fri elektrisk ladningstæthed, uden elektriske dipoler bundet i et materiale                                   | Coulomb pr. kubikmeter             |
| {\displaystyle \mathbf {J} }     | Total strømtæthed                                                                                             | Ampere pr. kvadratmeter            |
| {\displaystyle \mathbf {J_{f}} } | Fri strømtæthed, uden polarisationsstrøm- og magnetiseringsstrømme bundet i et materiale                      | Ampere pr. kvadratmeter            |
| {\displaystyle d\mathbf {A} }    | Differentielt vektorelement af en overflade A, med infinitesimal størrelse og retning normal til overfladen S | kvadratmeter                       |
| {\displaystyle dV\ }             | Differentielt volumenelement af volumenet V omsluttet af fladen S                                             | kubikmeter                         |
| {\displaystyle d\mathbf {l} }    | Differentielt vektorelement af en kurve C, der omslutter fladen S                                             | meter                              |
| {\displaystyle \nabla \cdot }    | Divergens (operator)                                                                                          | Pr. meter                          |
| {\displaystyle \nabla \times }   | Rotation (operator)                                                                                           | Pr. meter                          |

## Ladningsbevarelse
Den samlede elektriske ladning i et lukket system er konstant. Det kan vises ved at tage divergensen er Ampères lov:
{\displaystyle \nabla \cdot (\nabla \times \mathbf {B} )=\nabla \cdot \left(\mu _{0}\mathbf {J} +\mu _{0}\varepsilon _{0}{\frac {\partial \mathbf {E} }{\partial t}}\right)=\mu _{0}\left(\nabla \cdot \mathbf {J} +\varepsilon _{0}{\frac {\partial }{\partial t}}\left(\nabla \cdot \mathbf {E} \right)\right)}
På venstresiden står divergensen til en rotation, hvilket altid givet 0. På højresiden kan divergensen til det elektriske felt erstattes med ladningstætheden jf. Gauss' lov:
{\displaystyle 0=\mu _{0}\left(\nabla \cdot \mathbf {J} +\varepsilon _{0}{\frac {\partial }{\partial t}}\left({\frac {\rho }{\varepsilon _{0}}}\right)\right)=\mu _{0}\left(\nabla \cdot \mathbf {J} +{\frac {\partial \rho }{\partial t}}\right)}
Vakuumpermeabiliteten kan divideres væk, og ligningen bliver da:
{\displaystyle {\frac {\partial \rho }{\partial t}}+\nabla \cdot \mathbf {J} =0}
Dette er kontinuitetsligningen, og dermed er det vist, at ladningsbevarelse er indbygget i Maxwells ligninger. Hvis et systems samlede ladning skal stige, skal den ekstra ladning altså tilføres udefra.